# USAF-Chart

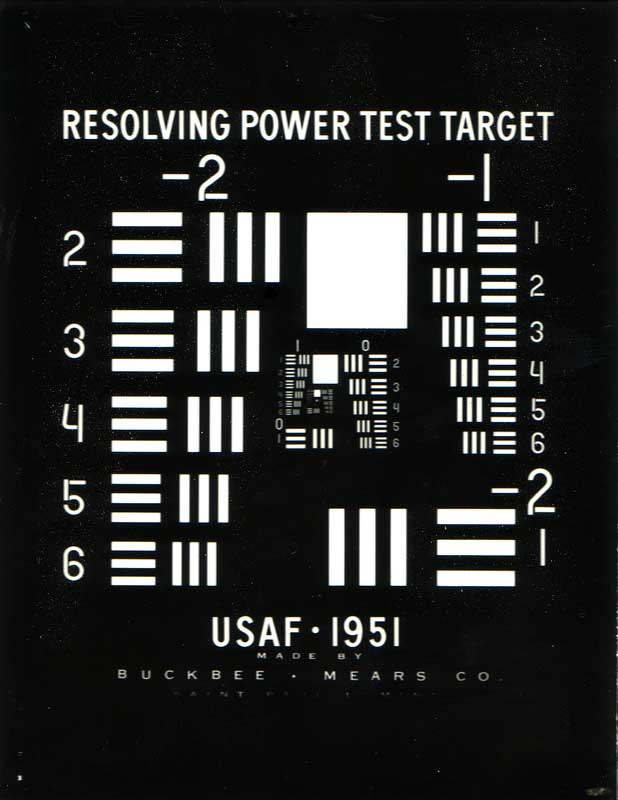
Das USAF-Chart aus dem Jahre 1951

Das USAF-Chart (auch: USAF Resolution Test Chart, USAF 1951 Resolving Power Test Target, deutsch etwa: „USAF-Auflösungstesttafel“) wurde im Jahre 1951 von der USAF, also den Luftstreitkräften der Vereinigten Staaten von Amerika gestaltet, um das Auflösungsvermögen von optischen Instrumenten, insbesondere von Luftbildkameras, anhand eines einfach zu interpretierenden Testbilds überprüfen zu können.
Trotz ihres hohen Alters findet diese Testtafel noch heute vielfältige Verwendung. Sie kann in unterschiedlichen Größen über den Fachhandel bezogen werden und besteht aus Gruppen senkrechter und waagerechter Streifen mit unterschiedlicher Breite und Abstand. Die Anordnung basiert auf dem damals gültigen militärischen Standard MIL-STD-150A. Testtafeln dieser Art werden verwendet, um die Auflösung von optischen Geräten, wie Kameras oder Scannern zu bestimmen beziehungsweise um sie optimal einzustellen. Diejenige Streifengruppe, bei der die einzelnen Streifen nicht mehr getrennt wahrgenommen werden können, zeigt die Auflösungsgrenze des zu testenden optischen Geräts an.